# Ty - supermodel (mùa 4)
Ty - supermodel, Mùa 4 (tiếng Nga: "Ты - супермодель 4") là mùa thứ tư của Ty - supermodel trên kênh STS của Nga. Đây là một cuộc cạnh tranh của các thí sinh tham vọng thiếu chuyên nghiệp. Host của mùa này là Svetlana Bondarchuk (vợ của Fyodor Bondarchuk là host của hai mùa đầu tiên) và các nhiếp ảnh gia chính vào mùa này là Dmitry Zhuravlev và Vladimir Glynin.
Mười ba thí sinh chung cuộc sẽ sống trong một ngôi nhà cùng nhau ở Moscow và phải đối mặt với các cuộc thi khác nhau trong buổi chụp hình, thể thao và giải trí với một vòng loại cuối ở mỗi tập phim và một trong số họ được gửi về nhà. Mùa này không có loại trừ kép trong mùa.
Người chiến thắng trong cuộc thi này là Tatyana Krokhina, 18 tuổi từ Krasnodar. Cô giành được:
- 1 hợp đồng người mẫu với Point Model Management trị giá $250,000
- 1 hợp đồng người mẫu với Ford Models trong 3 năm
- Xuất hiện trong trang biên tập của tạp chí Hello!
- 1 chiếc Chevrolet

## Các thí sinh
(Tuổi tính từ ngày dự thi)
| Thí sinh                | Tuổi | Chiều cao               | Quê quán         | Bị loại ở | Hạng |
| ----------------------- | ---- | ----------------------- | ---------------- | --------- | ---- |
| Marta Georgieva         | 18   | 1,78 m (5 ft 10 in)     | Moscow           | Tập 1     | 13   |
| Anna Belova             | 19   | 1,80 m (5 ft 11 in)     | Moscow           | Tập 2     | 12   |
| Dana Borisenko          | 16   | 1,76 m (5 ft 9+1⁄2 in)  | Krasnodar        | Tập 3     | 11   |
| Irina Tokareva          | 23   | 1,79 m (5 ft 10+1⁄2 in) | Magnitogorsk     | Tập 4     | 10   |
| Anastasia Bogushevskaya | 17   | 1,88 m (6 ft 2 in)      | Tolyatti         | Tập 5     | 9    |
| Yulia Zavyalova         | 19   | 1,76 m (5 ft 9+1⁄2 in)  | Volgograd        | Tập 6     | 8    |
| Darya Sverchkova        | 22   | 1,78 m (5 ft 10 in)     | Ivanovo          | Tập 7     | 7    |
| Lyudmila Krimer         | 20   | 1,76 m (5 ft 9+1⁄2 in)  | Saint Petersburg | Tập 8     | 6    |
| Irina Galushkina        | 22   | 1,82 m (5 ft 11+1⁄2 in) | Volgograd        | Tập 9     | 5    |
| Aleksandra Lobanova     | 21   | 1,80 m (5 ft 11 in)     | Moscow           | Tập 10    | 4    |
| Alevtina Kuptsova       | 23   | 1,75 m (5 ft 9 in)      | Moscow           | Tập 12    | 3–2  |
| Yulia Kuchina           | 17   | 1,79 m (5 ft 10+1⁄2 in) | Saint Petersburg | Tập 12    | 3–2  |
| Tatyana Krokhina        | 18   | 1,75 m (5 ft 9 in)      | Krasnodar        | Tập 12    | 1    |

## Các tập

### Tập 1
Khởi chiếu: 6 tháng 10 năm 2007
13 cô gái mới được gặp nhau trên một chiếc xe limô và được gặp Svetlana tại một căn biệt thự ở ngoại ô mà họ sẽ sống trong suốt cuộc thi. Tuy nhiên, họ đã phải nhanh chóng tìm giường cho mình khi trong nhà chỉ 12 chiếc và Tatyana là người không có giường nên phải ngủ trên nệm nước, nhưng sau đó Darya đã tình nguyện nhường giường cho cô. Ngày hôm sau, họ được đưa đến hội trường Surikov để tham gia casting cho cuộc thi Ford Models Supermodel of the World và nếu họ được chọn thì sẽ phải rời cuộc thi, nhưng kết quả là không ai được chọn. Sau đó, họ đã có buổi chụp hình đầu tiên trong đồ lót được làm từ băng dính.
Ngày tiếp theo, họ được đưa đến một cửa hàng sửa chữa ô tô cho buổi chụp hình tiếp theo với những chiếc xe cổ điển, trong khi họ sẽ bị khỏa thân phần trên. Trong khi buổi chụp hình diễn ra, Marta nhận được bất ngờ khi mẹ cô đến thăm. Quay về biệt thự, họ đã có một buổi nói chuyện với Svetlana, trước khi có một buổi tối ca hát và nhảy nhót cùng nhóm nhạc A-Studio. Vào buổi đánh giá ngày hôm sau với sự xuất hiện giám khảo khách mời là Andrey Sharov, Tatyana được gọi tên đầu tiên và Marta là thí sinh đầu tiên bị loại.
- Nhiếp ảnh gia: Dmitry Zhuravlev, Vladimir Glynin
- Khách mời đặc biệt: Iris Minier, Konstantin Samarin, Keti Topuria, Baigali Serkebayev, Vladimir Mikloshich, Batyrkhan Shukenov, Tamerlan Sadvakasov, Andrey Sharov

### Tập 2
Khởi chiếu: 13 tháng 10 năm 2007
12 cô gái còn lại đã có một buổi học catwalk với đạo diễn nổi tiếng Yevgeny Vlasov, trước khi có thử thách catwalk với một cuốn sách trên đầu và thêm một chiếc cốc lên cuốn sách. Kết quả là Yulia Z. chiến thắng thử thách và cô chọn Darya & Yulia K. để nhận thưởng là một bữa tối tại nhà hàng và giải trí trong hộp đêm vào ngày mai. Sau đó, họ được đưa tới điện Kremlin Izmailovo cho một buổi casting với Andrey Melnikov & Ira Krupskaya từ Two Gun Towers.
Ngày hôm sau, các cô gái được đưa đến tầng cao nhất của một công trường xây dựng cho buổi chụp hình tiếp theo trước phong cảnh thành phố. Ngày tiếp theo, Svetlana đến ngôi nhà chung để thông báo với họ rằng là nhà thiết kế Valentin Yudashkin sẽ đến nói chuyện với họ. Vào buổi đánh giá ngày hôm sau có xuất hiện giám khảo khách mời là Andrey Sharov và Irakli Pirtskhalava, họ đã có thử thách trình diễn thời trang trong khi cầm một con chuột trên tay và trong lúc chờ đợi kết quả thì họ đã được gặp host cũ của chương trình Fyodor Bondarchuk. Kết quả là Yulia K. được gọi tên đầu tiên còn Anna là thí sinh tiếp theo bị loại.
- Nhiếp ảnh gia: Dmitry Zhuravlev
- Khách mời đặc biệt: Yevgeny Vlasov, Andrey Melnikov, Ira Krupskaya, Valentin Yudashkin, Andrey Sharov, Irakli Pirtskhalava, Fyodor Bondarchuk

### Tập 3
Khởi chiếu: 20 tháng 10 năm 2007
11 cô gái còn lại được đưa tới tiệm salon của Olga Burmistrova cho diện mạo mới của mình và cuộc thay đổi diện mạo này khiến cho Aleksandra & Alevtina bật khóc vì kiểu tóc mới của mình trong khi các cô gái khác đều thích và chấp nhận nó. Ngày hôm sau, họ đã có buổi chụp hình tiếp theo trên tường leo núi trong những bộ trang phục khác thường.
Sau đó, họ được đưa tới một cửa hàng quần áo cho một buổi học về những xu hướng mới nhất trong thời trang từ stylish Masha Zheleznyakova, trước khi cho họ thử thách phối đồ dạ hội trong 10 phút, Yulia Z. chiến thắng thử thách và cô chọn Darya và Yulia K. để nhận thưởng là một buổi tối trong hộp đêm. Vào buổi đánh giá ngày tiếp theo với sự xuất hiện giám khảo khách mời là Elena Ermolaeva và Timati, Irina G. được gọi tên đầu tiên và Dana là thí sinh tiếp theo bị loại.
- Nhiếp ảnh gia: Dmitry Zhuravlev
- Khách mời đặc biệt: Olga Burmistrova, Masha Zheleznyakova, Elena Ermolaeva, Timati

### Tập 4
Khởi chiếu: 27 tháng 10 năm 2007
10 cô gái còn lại đã có một buổi tập thể dục tại sân dưới sự hướng dẫn của Irina T.. Sau đó, họ được đưa tới nhà hát Bolshoi và đã có một buổi học múa balê dưới sự hướng dẫn của Andrei Merkuriev, trước khi tham gia vào buổi chụp hình tiếp theo hóa thân thành vũ công balê với Andrei.
Ngày hôm sau, họ đã được đưa đến một khu trung tâm thương mại và có một buổi casting cho nhà thiết kế Darya Razumikhina và nhà thiết kế Oleg Maunov, Aleksandra, Irina G. và Yulia K. là những người không được chọn cho buổi trình diễn thời trang và ngay sau đó, bạn trai của Lyudmila bất ngờ đến thăm cô. Những người được chọn sau đó đã có thử thách trình diễn thời trang cho Darya Razumikhina và Anton Trapezin, Alevtina chiến thắng thử thách và cô chọn Lyudmila & Irina T. để nhận thưởng là một chuyến mua sắm trong trung tâm thương mại. Vào buổi đánh giá ngày tiếp theo với sự xuất hiện giám khảo khách mời là Alexandr Pushno, Andrei Merkuriev và Yevgeny Vlasov, Lyudmila được gọi tên đầu tiên còn Irina T. là thí sinh tiếp theo bị loại.
- Nhiếp ảnh gia: Vladimir Glynin
- Khách mời đặc biệt: Andrei Merkuriev, Darya Razumikhina, Oleg Maunov, Dmitry Dobrovolsky, Aleksandr Pushnoy

### Tập 5
Khởi chiếu: 3 tháng 11 năm 2007
9 cô gái còn lại đã có một buổi học nhảy salsa dưới sự hướng dẫn nghiêm ngặt của Mikhail Fedoruk trước khi Mikhail nói rằng họ sẽ phải biểu diễn với điệu nhảy mà họ học được trước công chúng. Ngày hôm sau, họ đã có thử thách nhảy salsa trước công chúng, Yulia K. chiến thắng thử thách và sẽ được biểu diễn ảo thuật cùng với anh em Safronov trong khi những người còn lại sẽ được xem buổi biểu diễn.
Ngày tiếp theo, họ đã có buổi chụp hình hóa thân thành những ngôi sao mệt mỏi trong phòng thay đồ sau buổi khiêu vũ. Sau đó, họ đã có một cuộc tranh cãi với Darya, Yulia K. & Yulia Z. khi Svetlana sẽ cho 3 cô gái đến hồ bơi và họ sẽ lấy 3 suất đó mà không ý kiến người khác. Vào buổi đánh giá ngày hôm sau với sự xuất hiện giám khảo khách mời là Elena Ermak và Yegor Druzhinin, Tatyana được gọi tên đầu tiên còn Anastasia là thí sinh tiếp theo bị loại.
- Nhiếp ảnh gia: Dmitry Zhuravlev
- Khách mời đặc biệt: Mikhail FedorukIlya, Ilya Safronov, Andrey Safronov, Sergey Safronov, Elena Ermak, Yegor Druzhinin

### Tập 6
Khởi chiếu: 10 tháng 11 năm 2007
8 cô gái còn lại được đưa đến trung tâm thể hình FitKult cho một buổi tập thể hình dưới sự hướng dẫn của Yevgenia Belozerova. Trở về biệt thự, các cô gái đã phải dọn dẹp nhà cửa trong một giờ dưới sự lãnh đạo của Tatyana. Ngày hôm sau, các cô gái được đưa đến cửa hàng bán đồ thể thao Sportmaster cho buổi chụp hình tiếp theo hóa thân thành manơcanh đang nhảy lên. Sau đó, Yulia K. bị chấn thương và đã phải đi tới bệnh viện để kiểm tra sức khỏe và đại diện của cửa hàng bán đồ thể thao đã nói với Dmitry rằng cửa hàng sẽ tổ chức một buổi trình diễn thời trang vào cuối tuần này và họ sẽ mời một cô gái để trình diễn thời trang tại sự kiện này.
Các cô gái đã có một thử thách trình diễn thời trang trong trang phục của cửa hàng, Tatyana chiến thắng thử thách và không những cô sẽ được trình diễn thời trang cho Sportmaster, mà cô còn nhận được 1 buổi thư giãn ở thẩm mỹ viện và cô chọn Dasha và Yulia Z. để chia sẻ. Họ sau đó đã có một buổi tối khiêu vũ trong hội trường thành phố. Vào buổi đánh giá ngày tiếp theo với sự xuất hiện giám khảo khách mời là Sergey Glushko và Svetlana Masterkova, Tatyana được gọi tên đầu tiên và Yulia Z. là thí sinh tiếp theo bị loại.
- Nhiếp ảnh gia: Dmitry Zhuravlev
- Khách mời đặc biệt: Yevgenia Belozerova, Valery Vavilov, Sergey Glushko, Svetlana Masterkova

### Tập 7
Khởi chiếu: 17 tháng 11 năm 2007
7 cô gái còn lại được đưa đến trung tâm thể hình FitKult cho một buổi học đấm bốc dưới sự huấn luyện của Marina Kuptsova và Natascha Ragosina. Sau đó, họ đã có buổi chụp ảnh chân dung tự nhiên cho mỹ phẩm Oriflame.
Ngày hôm sau, các cô gái được đưa đến khách sạn Atlas Park cho buổi chụp hình tiếp theo của họ, lần này họ sẽ phải tỏ ra quyến rũ trong đồ lót trong khi tạo dáng cùng với một người mẫu nam. Trở về biệt thự, họ đã có buổi học catwalk với Yevgeny Vlasov và đã có thử thách catwalk trong váy dạ hội buổi tối, Alevtina chiến thắng thử thách và đã chọn Irina G. & Lyudmila để nhận phần thưởng là 1 buổi nhảy dù trong nhà. Vào buổi đánh giá ngày tiếp theo với sự xuất hiện giám khảo khách mời là Pierre Narcisse, Yulia Dalakyan và Sergey Antonov, Irina G. được gọi tên đầu tiên còn Darya là thí sinh tiếp theo bị loại.
- Nhiếp ảnh gia: Roman Agishev, Vladimir Glynin
- Khách mời đặc biệt: Marina Kuptsova, Natascha Ragosina, Yevgeny Vlasov, Pierre Narcisse, Yulia Dalakyan, Sergey Antonov

### Tập 8
Khởi chiếu: 24 tháng 11 năm 2007
6 cô gái còn lại đã có một buổi học diễn xuất với Andrey Noskov và đã có thử thách diễn xuất với Andrey, Lyudmila chiến thắng thử thách và cô chọn Alevtina để nhận thưởng là sẽ được diễn một vai phụ trong phim "Kto v dome khozyain?". Sau đó, họ đã có một buổi làm phóng viên trên đường phố, mỗi người đều 20 phút để đi phỏng vấn vài người trên đường phố. Trở về biệt thự, Aleksandra nhận được một bất ngờ là mẹ cô đến thăm cô.
Ngày hôm sau, họ đã có buổi chụp hình chân dung vẻ đẹp cùng với một quả bóng trắng nhỏ, trong khi họ sẽ tạo dáng bên trong hồ bơi. Sau đó, họ đã có một buổi casting cho Meteo-TV tại tháp Ostankino, họ đã được gặp Irina Polyakova và có thử thách đóng giả thành phóng viên dự báo thời tiết, Lyudmila lại chiến thắng thử thách và đã chọn Alevtina để nhận phần thưởng là một buổi đi xem phim cùng với một cuộc gặp với diễn viên Anastasia Zavorotnyuk. Vào buổi đánh giá ngày tiếp theo với sự xuất hiện giám khảo khách mời là Sergey Antonov, Alevtina được gọi tên đầu tiên còn Lyudmila là thí sinh tiếp theo bị loại.
- Nhiếp ảnh gia: Dmitry Zhuravlev
- Khách mời đặc biệt: Andrey Noskov, Irina Polyakova, Anastasia Zavorotnyuk, Sergey Antonov

### Tập 9
Khởi chiếu: 1 tháng 12 năm 2007
5 cô gái còn lại đã có một buổi học trang điểm với Natalya Cherkasova. Sau đó, họ được đưa đến trung tâm thể hình FitKult cho một buổi học về thể dục nhịp điệu và đã có thử thách dựa trên những gì họ đã học, Aleksandra chiến thắng thử thách và đã chọn Irina G. để nhận thưởng là 1 buổi lái xe vượt mọi địa hình.
Ngày hôm sau, một nhà tâm lý học đã đến thăm họ và các thí sinh nói về những mục tiêu của mình khiến cho nhà tâm lý học nêu lên con người của họ. Sau đó, họ được đưa đến một khách sạn 5 sao cho buổi chụp hình tiếp theo hóa thân thành cô hầu gái phù phiếm và được giao nhiệm vụ phục vụ khách, nhưng lần này họ sẽ tạo dáng riêng với một người nổi tiếng. Vào buổi đánh giá ngày tiếp theo với sự xuất hiện giám khảo khách mời là Vlad Topalov, Arkady Ukupnik, Elena Ermolaeva và Johan Rosenberg, Tatyana được gọi tên đầu tiên và Irina G. là thí sinh tiếp theo bị loại.
- Nhiếp ảnh gia: Vladimir Glynin
- Khách mời đặc biệt: Natalya Cherkasova, Alexander Nevsky, Konstantin Kryukov, Svetlana Khorkina, Sergey Zverev, Aleksandr Oleshko, Vlad Topalov, Arkady Ukupnik, Elena Ermolaeva, Johan Rosenberg

### Tập 10
Khởi chiếu: 8 tháng 12 năm 2007
4 cô gái còn lại đã có một buổi casting cho 3 nhà thiết kế: Valentin Yudashkin, Yulia Dalakyan và Elena Ermak. Ngày hôm sau, Maria Shikareva & Alexei Korobeinikov đến gặp các cô gái cho một buổi huấn luyện catwalk, Tatyana là người thể hiện tốt nhất và cô chọn Sasha để nhận thưởng là 1 buổi gặp gỡ với nhóm nhạc Fabrika.
Ngày hôm sau, họ đã có buổi chụp hình tiếp theo trong phong cách disco và phải nổi bật trước tất cả khi tất cả đều tạo dáng chung với nhau. Vào buổi đánh giá ngày tiếp theo với xuất hiện giám khảo khách mời là Aleksandr Pushnov, Dmitry Dibrov và Elena Ermolaeva, Alevtina được gọi tên đầu tiên còn Aleksandra là thí sinh tiếp theo bị loại.
- Nhiếp ảnh gia: Vladimir Glynin
- Khách mời đặc biệt: Valentin Yudashkin, Yulia Dalakyan, Elena Ermak, Irina Toneva, Sati Kazanova, Alekandra Savelieva, Dmitry Dibrov, Aleksandr Pushnov, Elena Ermolaeva

### Tập 11
Khởi chiếu: 15 tháng 12 năm 2007
3 cô gái còn lại đã có mộ buổi casting cho 3 nơi trong thành phố. Sau đó, họ đã có buổi nói chuyện với Svetlana trong nhà hàng. Ngày tiếp theo, họ đã có buổi chụp hình chân dung vẻ đẹp với trang sức và Yulia K. được Vladimir thưởng cho cô 1 buổi thư giãn ở spa vì là người làm tốt nhất trong buổi chụp hình.
Vào buổi đánh giá có xuất hiện giám khảo khách mời là Anton Makarskiy và Olga Slutsker, họ đã có một thử thách quảng cáo nước ngọt trong giày patanh. Cuối cùng, Tatyana được gọi tên đầu tiên, Alevtina & Yulia K. rơi vào cuối bảng, nhưng Svetlana thông báo với họ rằng sẽ không có ai bị loại.
- Nhiếp ảnh gia: Vladimir Glynin
- Khách mời đặc biệt: Marina Timofeeva, Nadezhda Kondrasheva, Fatima Ibragimbekova, Larisa Ivanova, Anton Makarskiy, Olga Slutsker

### Tập 12
Khởi chiếu: 22 tháng 12 năm 2007
3 cô gái còn lại được đưa tới tiệm cafe The Most cho buổi chụp hình cuối cùng theo phong cách Haute couture, khi họ sẽ tạo dáng trong váy dạ hội trước gương. Ngày hôm sau, họ đã có một buổi thử đồ của nhà thiết kế Valentin Yudashkin, trước khi Yulia K. được đưa tới một tiệm salon để nhận diện mạo mới thứ hai.
Sau đó, họ được đưa đến Gostiny Dvor cho một buổi tập dượt với đạo diễn Lyubov Grechishnikova, trước khi tham gia vào buổi trình diễn thời trang cuối cùng cho bộ sưu tập Xuân-Hè 2008 của nhà thiết kế Valentin Yudashkin tại Moscow Fashion Week. Ngày hôm sau, họ đã có một ngày nghỉ ngơi trước khi bước vào buổi đánh giá cuối cùng ngày tiếp theo có xuất hiện giám khảo khách mời là Konstantin Samarin, Elena Ermolaeva và Sergey Zverev, Tatyana trở thành quán quân của cuộc thi.
- Nhiếp ảnh gia: Vladimir Glynin
- Khách mời đặc biệt: Valentin Yudashkin, Lyubov Grechishnikova, Filipp Kirkorov, Ekaterina Rozhdestvenskaya, Boris Moiseev, Iosif Kobzon, Pavel Astakhov, Igor Krutoy, Yuri Nikolaev, Konstantin Samarin, Elena Ermolaeva, Sergey Zverev

## Thứ tự gọi tên
| Thứ tự | Tập        | Tập        | Tập        | Tập        | Tập        | Tập        | Tập        | Tập        | Tập        | Tập        | Tập               | Tập               |
| Thứ tự | 1          | 2          | 3          | 4          | 5          | 6          | 7          | 8          | 9          | 10         | 11                | 12                |
| ------ | ---------- | ---------- | ---------- | ---------- | ---------- | ---------- | ---------- | ---------- | ---------- | ---------- | ----------------- | ----------------- |
| 1      | Tatyana    | Yulia K.   | Irina G.   | Lyudmila   | Tatyana    | Tatyana    | Irina G.   | Alevtina   | Tatyana    | Alevtina   | Tatyana           | Tatyana           |
| 2      | Lyudmila   | Yulia Z.   | Yulia Z.   | Alevtina   | Lyudmila   | Darya      | Alevtina   | Tatyana    | Aleksandra | Tatyana    | Alevtina Yulia K. | Alevtina Yulia K. |
| 3      | Yulia K.   | Irina T.   | Lyudmila   | Irina G.   | Aleksandra | Yulia K.   | Aleksandra | Aleksandra | Yulia K.   | Yulia K.   | Alevtina Yulia K. | Alevtina Yulia K. |
| 4      | Aleksandra | Irina G.   | Yulia K.   | Anastasia  | Yulia K.   | Aleksandra | Lyudmila   | Yulia K.   | Alevtina   | Aleksandra |                   |                   |
| 5      | Yulia Z.   | Anastasia  | Tatyana    | Aleksandra | Alevtina   | Alevtina   | Yulia K.   | Irina G.   | Irina G.   |            |                   |                   |
| 6      | Darya      | Darya      | Irina T.   | Yulia Z.   | Irina G.   | Lyudmila   | Tatyana    | Lyudmila   |            |            |                   |                   |
| 7      | Irina T.   | Tatyana    | Anastasia  | Darya      | Darya      | Irina G.   | Darya      |            |            |            |                   |                   |
| 8      | Dana       | Lyudmila   | Darya      | Tatyana    | Yulia Z.   | Yulia Z.   |            |            |            |            |                   |                   |
| 9      | Alevtina   | Alevtina   | Alevtina   | Yulia K.   | Anastasia  |            |            |            |            |            |                   |                   |
| 10     | Anna       | Aleksandra | Aleksandra | Irina T.   |            |            |            |            |            |            |                   |                   |
| 11     | Anastasia  | Dana       | Dana       |            |            |            |            |            |            |            |                   |                   |
| 12     | Irina G.   | Anna       |            |            |            |            |            |            |            |            |                   |                   |
| 13     | Marta      |            |            |            |            |            |            |            |            |            |                   |                   |

     Thí sinh bị loại
     Thí sinh không bị loại khi rơi vào cuối bảng
     Thí sinh chiến thắng cuộc thi
- Trong tập 11, Alevtina & Yulia K. rơi vào cuối bảng nhưng không bị loại.

### Buổi chụp hình
- Tập 1: Tạo dáng trong áo tắm làm từ băng dính; Khỏa thân phần trên với xe
- Tập 2: Tạo dáng ở nơi công trình
- Tập 3: Leo núi đá
- Tập 4: Balê với người mẫu nam
- Tập 5: Tạo dáng trong phòng xông hơi
- Tập 6: Thời trang thể thao trên không trước cửa sổ
- Tập 7: Ảnh trắng đen lãng mạn trên giường
- Tập 8: Ảnh chân dung trên bề mặt nước
- Tập 9: Cô hầu gái quyến rũ
- Tập 10: Sự hỗn loạn của Disco
- Tập 11: Ảnh chân dung vẻ đẹp với trang sức
- Tập 12: Haute Couture